# Arcuphantes
Arcuphantes este un gen de păianjeni din familia Linyphiidae.

## Specii[1]
- Arcuphantes arcuatulus
- Arcuphantes ashifuensis
- Arcuphantes awanus
- Arcuphantes cavaticus
- Arcuphantes chikunii
- Arcuphantes chinensis
- Arcuphantes concheus
- Arcuphantes decoratus
- Arcuphantes delicatus
- Arcuphantes digitatus
- Arcuphantes dubiosus
- Arcuphantes elephantis
- Arcuphantes ephippiatus
- Arcuphantes fragilis
- Arcuphantes fujiensis
- Arcuphantes hamadai
- Arcuphantes hastatus
- Arcuphantes hibanus
- Arcuphantes hikosanensis
- Arcuphantes hokkaidanus
- Arcuphantes iharai
- Arcuphantes iriei
- Arcuphantes juwangensis
- Arcuphantes keumsanensis
- Arcuphantes kobayashii
- Arcuphantes longissimus
- Arcuphantes namhaensis
- Arcuphantes nojimai
- Arcuphantes okiensis
- Arcuphantes orbiculatus
- Arcuphantes osugiensis
- Arcuphantes paiki
- Arcuphantes pennatus
- Arcuphantes pictilis
- Arcuphantes potteri
- Arcuphantes pulchellus
- Arcuphantes rostratus
- Arcuphantes saitoi
- Arcuphantes saragaminensis
- Arcuphantes scitulus
- Arcuphantes setouchi
- Arcuphantes sylvaticus
- Arcuphantes tamaensis
- Arcuphantes troglodytarum
- Arcuphantes tsurusakii
- Arcuphantes tsushimanus
- Arcuphantes uenoi
- Arcuphantes yamakawai